# Reef Break
Reef Break je francouzsko-americký dramatický kriminální televizní seriál. Studio ABC Studios International produkovalo seriál pro francouzskou televizní stanici M6 a americkou ABC. První řada seriálu měla premiéru dne 20. června 2019 na stanici ABC v USA.
Dne 13. prosince 2019 byl seriál stanicí ABC po jedné odvysílané řadě zrušen.

## Obsazení
- Poppy Montgomery jako Cat Chambers
- Ray Stevenson jako Jake Elliot
- Desmond Chiam jako detektiv Wyatt Cole
- Melissa Bonne jako Ana Dumont
- Tamela Shelton jako Petra Torrance

## Seznam dílů
| Č. v seriálu | Původní název               | Režie              | Scénář                                                 | Premiéra v USA    |
| ------------ | --------------------------- | ------------------ | ------------------------------------------------------ | ----------------- |
| 1            | Pilot                       | Alex Zakrzewski    | Ken Sanezl                                             | 20. června 2019   |
| 2            | Lost and Found              | Shawn Seet         | Robert Port                                            | 27. června 2019   |
| 3            | Buried Things               | Kieran Darcy-Smith | Mark Rosner                                            | 11. července 2019 |
| 4            | Welcome to the Jungle       | Sian Davies        | Ken Sanzel                                             | 18. července 2019 |
| 5            | The Green Tide              | Peter Andrikidis   | Nicole R. Levy                                         | 25. července 2019 |
| 6            | The Two O'Clock Flight      | Peter Andrikidis   | Robert Port                                            | 1. srpna 2019     |
| 7            | Despot                      | Grant Brown        | Mark Rosner                                            | 8. srpna 2019     |
| 8            | The Comeback                | Grant Brown        | Laura Wolner                                           | 15. srpna 2019    |
| 9            | The Hohenzollern Collection | Kieran Darcy-Smith | Brandon K. Hines                                       | 22. srpna 2019    |
| 10           | Blue Skies                  | Kieran Darcy-Smith | námět: Haley Harris scénář: Haley Harris a Mark Rosner | 29. srpna 2019    |
| 11           | Dream Lover                 | Kieran Darcy-Smith | Haley Harris a Mark Rosner                             | 29. srpna 2019    |
| 12           | Prison Break                | Fiona Banks        | Norman Morrill                                         | 5. září 2019      |
| 13           | Endgame                     | Steve Pearlman     | Michelle Lirtzman                                      | 12. září 2019     |

## Produkce

### Vývoj
Seriál z produkce ABC Studios International byl oznámen 2. května 2018. Produkovala jej pro francouzskou televizní stanici M6. Dne 23. srpna 2018 bylo ohlášeno, že seriál bude mít premiéru na americké stanici ABC v létě roku 2019. První řadu tvoří 13 dílů. Dne 10. dubna 2019 byla americká premiéra naplánována na 20. červen 2019. Dne 13. prosince 2019 byl seriál stanicí ABC po jedné odvysílané řadě zrušen.

### Natáčení
Reef Break se natáčel v australském Gold Coastu v Queenslandu.